# Aleksa Amanović
Aleksa Amanović (in macedone Алекса Амановић?; Belgrado, 24 ottobre 1996) è un calciatore macedone, difensore dell'Astana.

## Caratteristiche tecniche
Terzino sinistro, può giocare anche come ala sinistra o come difensore centrale.

## Carriera

### Club
Cresciuto nelle giovanili del Partizan, nel 2015 passa al FK Belgrado. Nel gennaio 2016 viene acquistato dallo Javor Ivanjica.

### Nazionale
Ha debuttato con la nazionale Under-21 il 13 agosto 2014, in Macedonia-Israele (0-3). Ha partecipato, con la nazionale Under-21, all'Europeo Under-21 2017.

## Palmarès

### Club

#### Competizioni nazionali
- Campionato kazako: 1

Tobyl: 2021
- Supercoppa del Kazakistan: 3

Tobyl: 2021, 2022
Astana: 2023
- Liga Kubogy: 1

Astana: 2024